# Прогресс мировых рекордов на дистанции 400 метров вольным стилем у женщин в 25-метровом бассейне
 Прогресс мировых рекордов на дистанции 400 метров вольным стилем у женщин в 25-метровом бассейне. Первый мировой рекорд в плавании на дистанции 400 метров вольным стилем у женщин в 25-метровом бассейне был зарегистрирован Международной Федерацией плавания ФИНА в 1988 году.
Обвал мировых рекордов в плавании в 2008/2009 совпал с введением полиуретановых костюмов от Speedo (LZR, 50% полиуретана) в 2008 году и Arena (X-Glide), Adidas (Hydrofoil) и итальянского производителя плавательных костюмов Jaked (все 100% полиуретана) в 2009 году. Запрет ФИНА на плавательный костюм из полиуретана вступил в силу в январе 2010 года.;
Прогресс мировых рекордов на дистанции 400 метров вольным стилем у женщин в 25-метровом бассейне
| Номер | Время   | Имя              | Национальность | Дата               | Соревнование                                 | Место                | Прим.       |
| ----- | ------- | ---------------- | -------------- | ------------------ | -------------------------------------------- | -------------------- | ----------- |
| 1     | 4:02.59 | Синтия Вудхед    | США            | апрель 1979 г.     |                                              | Остин (Техас), США   | [ 2 ]       |
| 2     | 4:02.05 | Астрид Штраус    | ГДР            | 8 февраля 1987 г.  | Фестиваль Бонн Arena                         | Бонн, Германия       | [ 2 ] [ 3 ] |
| 3     | 4:00.03 | Клаудия Полл     | Коста-Рика     | 18 апреля 1997 г.  | Чемпионат мира                               | Гётеборг, Швеция     | [ 3 ]       |
| 4     | 3:59.53 | Линдсей Бенко    | США            | 26 января 2003 г.  | Кубок мира                                   | Берлин, Германия     | [ 4 ]       |
| 5     | 3:56.79 | Лора Манауду     | Франция        | 10 декабря 2005 г. | Чемпионат Европы                             | Триест, Италия       | [ 5 ]       |
| 6     | 3:56.09 | Лора Манауду     | Франция        | 9 декабря 2006 г.  | Чемпионат Европы                             | Хельсинки, Финляндия | [ 6 ]       |
| 7     | 3:54.92 | Джоанн Джексон   | Великобритания | 8 августа 2009 г.  | Гран-при Великобритании                      | Лидс, Великобритания | [ 7 ]       |
| 8     | 3:54.85 | Камилла Мюффа    | Франция        | 24 ноября 2012 г.  | Чемпионат Европы                             | Шартр, Франция       | [ 8 ]       |
| 9     | 3:54.52 | Мирейя Бельмонте | Испания        | 11 августа 2013 г. | Кубок мира                                   | Берлин, Германия     | [ 9 ]       |
| 10    | 3:53.97 | Ван Цзяньцзяхэ   | Китай          | 4 октября 2018 г.  | Кубок мира                                   | Будапешт, Венгрия    | [ 10 ]      |
| 11    | 3.53,92 | Ариарне Титмус   | Австралия      | 14 октября 2018 г. | Чемпионат мира                               | Ханчжоу, Китай       | [ 11 ]      |
| 12    | 3.51,30 | Ли Бинцзе        | Китай          | 27 октября 2022 г. | Чемпионат Китая по плаванию на короткой воде | Пекин, Китай         | [ 12 ]      |

Примечания: # — рекорд ожидает ратификации в FINA;
Рекорды в стадиях: к — квалификация; пф — полуфинал; э — 1-й этап эстафеты; эк −1-й этап эстафеты квалификация; б — финал Б; † — в ходе более длинного заплыва; зв — заплыв на время.